# Sport Club Alcamo 2000-2001
La stagione 2000-2001 dello Sport Club Alcamo è stata la terza disputata in Serie A2 femminile.
La società trapanese si è classificata al terzo posto in A2 e ha partecipato alla Poule Promozione.

## Verdetti stagionali
Competizioni nazionali
- Serie A2:

stagione regolare: 3º posto su 14 squadre (19-7);
Poule Promozione: 3º posto su 4 squadre (1-5).

## Rosa
| Giocatrici |
| ---------- |

| N° | Naz.              | Ruolo | Sportivo           | Anno | Alt. |  |
| -- | ----------------- | ----- | ------------------ | ---- | ---- |  |
|    | Italia (bandiera) | P     | Roberta Colico     | 1979 | 165  |  |
|    | Italia (bandiera) | C     | Daniela Grande     | 1966 |      |  |
|    | Italia (bandiera) | P     | Susanna Stabile    | 1980 | 178  |  |
|    | Italia (bandiera) | PG    | Sara Marcaggi      | 1978 | 173  |  |
|    | Italia (bandiera) |       | Gasperini          |      |      |  |
|    | Italia (bandiera) | A     | Dalila Cucchiara   | 1979 | 185  |  |
|    | Italia (bandiera) |       | Vigliena           |      |      |  |
|    | Italia (bandiera) | C     | Silvia Brum        | 1971 |      |  |
|    | Italia (bandiera) | G     | Cristina La Monica | 1981 | 172  |  |
|    | Italia (bandiera) |       | Giuseppina Lentini |      |      |  |

| Staff tecnico               |
| --------------------------- |
| Allenatore: Dante Carzaniga |